# 조지프 폴친스키
조지프 제라드 폴친스키(영어: Joseph Gerard Polchinski, 1954년 5월 16일 ~ 2018년 2월 2일)는 미국의 이론 물리학자이다. 끈이론에서의 D-막 분야에 대한 공로로 잘 알려져 있다.

## 생애
1971년에 애리조나주 투손에 있는 캐년델오로 고등학교(영어: Canyon del Oro High School)를 졸업하였고, 1975년에 캘리포니아 공과대학교로부터 이학사 학위를 받았으며, 1980년에 스탠리 만델스탐의 지도하에 캘리포니아 대학교 버클리에서 박사 학위를 받았다. 스탠퍼드 선형 가속기 센터 (1980년 ~ 1982년)과 하버드 대학교 (1982년 ~ 1984년)에서 박사 후 과정으로 일한 뒤 1984년부터 1992년까지 텍사스 대학교 오스틴에서 교수를 했다. 1992년부터는 캘리포니아 대학교 샌타바버라의 물리학과와 카블리 이론물리학연구소에서 종신 교수로 지냈다.
2015년부터 뇌종양을 앓았으며 2018년 2월 2일 자택에서 사망하였다.
폴친스키는 1998년에 출판한 두 권으로 이루어진 교과서 《String Theory》의 저자이다. 2008년에 끈이론에 대한 업적으로 디랙 상을 수상하였으며 2017년에는 기초물리학상을 수상했다.

## 저서
- Polchinski, Joseph (1998a), String Theory Vol. I: An Introduction to the Bosonic String, Cambridge University Press, ISBN 0-521-63303-6
- Polchinski, Joseph (1998b), String Theory Vol. II: Superstring Theory and Beyond, Cambridge University Press, ISBN 0-521-63304-4